# Sortosa chilensis
Sortosa chilensis is een schietmot uit de familie Philopotamidae. De soort komt voor in het Neotropisch gebied.